# Monochlamydeae
Monochlamydeae is een botanische naam die lang in gebruik geweest is, maar op het ogenblik uit de mode is, al mag ze nog wel gebruikt worden. Het is een beschrijvende plantennaam en betekent "planten met één kledingstuk" wat betrekking heeft op de bloem, waaraan niet een aparte kelk en kroon te onderscheiden is.
De naam werd indertijd gebruikt door De Candolle voor een van de vier onderklassen (Thalamiflorae, Calyciflorae, Corolliflorae en Monochlamydeae) binnen de Dicotyledoneae. Later, in het systeem van Bentham & Hooker, voor een van de drie groepen (Polypetalae, Gamopetalae en Monochlamydeae) waarin zij de Dicotyledones onderverdeelden. De naam werd ook gebruikt in het Wettstein-systeem, deze verdeelde de Dicotyledones onder in de onderklassen Choripetalae en de Sympetalae, waarbij de Choripetalae weer werden onderverdeeld in de Monochlamydeae en de Dialypetaleae.